# Algun dia tornaré
 Algun dia tornaré  (original:Flame of Barbary Coast) és un western estatunidenc dirigit per Joseph Kane, estrenat el 1945 i protagonitzat per John Wayne, Ann Dvorak, Joseph Schildkraut, William Frawley, i Virginia Grey. El guió és de Borden Chase.

## Argument
L'ingenu cowboy de Montana Duke Fergus (John Wayne) arriba a San Francisco i visita Barbary Coast, a la Costa de California. Queda impressionat amb l'atracció de l'estrella del joc "Flaxen" Tarry (Ann Dvorak), la "Flame of the Barbary Coast". El fan apostar contra el propietari (i l'amant de Flaxen), el trampós Tito Morell (Joseph Schildkraut). Previsiblement, Fergus és enredat i perd tots els seus diners.
Imtenta guanyar l'afecte de Flaxen i decideix que la millor manera de fer-ho és ocupar el poder. El seu amic Wolf Wylie (William Frawley) li ensenyar tot sobre les apostes, incloent-hi com descobrir les trampes. Quan està preparat, ven tot el que té i torna a la ciutat per desafiar la regla de Morell del Barbary Coast. Va de casino en casino, desafiant cada campió de pòquer, començant amb Morell. Duke guanya sempre?
Fergus llavors construeix un opulent nou establiment d'apostes, per classes altes. Perquè sigui un èxit, necessita persuadir Ros que vagi a treballar per ell, però no li interessa inicialment. Només quan Morell l'ofèn decideix acceptar l'oferta de Fergus. I llavors comença la festa.

## Repartiment
- John Wayne: Duke Fergus
- Ann Dvorak: Ann 'Flaxen' Tarry
- Joseph Schildkraut: Boss Tito Morelli
- William Frawley: Wolf Wylie
- Virginia Grey: Rita Dane
- Russell Hicks: Cyrus Danver
- Paul Fix: Calico Jim
- Marc Lawrence: Joe Disko